# 中央广播电视总台中国器乐电视大赛
中央广播电视总台中国器乐电视大赛，简称中国器乐电视大赛，是由中宣部批准的，中央广播电视总台举办的弘扬中华优秀传统文化，展示中国器乐魅力的文艺赛事。涵盖器乐门类包括拉弦、弹拨、吹管、打击等，报名参赛选手近六千名。

## 分组
比赛分为独奏和组合两大类。
独奏类：成年职业组、少年职业组、非职业组。
组合类：传统组合、非传统组合。不限年龄，不分职业与非职业。

## 日程
- 初赛：2019年6月14日公布初赛结果
- 复赛：2019年7月1日-12日
- 半决赛：2019年7月19日-30日
- 决赛：2019年8月12日-29日
- 总决赛：2019年9月4日-6日